# Fernando Castedo Álvarez
Fernando Castedo Álvarez (castellà: Fernando Castedo)  (Madrid, 20 de gener de 1941), és un polític i jurista espanyol.

## Biografia
Llicenciat en Dret per la Universitat Complutense de Madrid, va ingressar per oposició al Cos Superior d'Advocats de l'Estat, prestant els serveis d'Assessoria Jurídica als Ministeris d'Universitats i Recerca, Transports, Economia i Justícia.
Va assumir el càrrec de secretari general tècnic del Ministeri d'Informació i Turisme el 1974, i entre 1977 i 1979 el de subsecretari del Ministeri de Cultura.
El 1981 va ser nomenat director general de Radiotelevisió Espanyola i sota el seu mandat es va engegar l'Estatut de RTVE, vigent durant 25 anys. En aquest temps, a més, va haver d'afrontar des del lloc de responsabilitat que ocupava els esdeveniments de l'intent de cop d'estat del 23 de febrer de 1981.
Director del Banc Hipotecari el 1982, amb posterioritat va reprendre l'activitat política, ingressant al Centre Democràtic i Social que presidia Adolfo Suárez. Amb aquest partit va ser candidat a la Presidència de la Comunitat de Madrid i va ser-ne Diputat a l'Assemblea (1986-1989) i més tard al Congrés (1989-1990). L'abril de 1990 va presentar la seva renúncia a l'acta de diputat i a la militància en el partit per discrepàncies amb els corrents majoritaris, després de liderar un sector renovador. El 1992 va ingressar al PSOE, però es va apartar de l'activitat política.
És a més professor associat a la Facultat de Dret de la Universitat Complutense, tasca que compagina amb les seves funcions d'advocat de l'Estat al Tribunal Suprem.
És Soci d'Honor de l'Acadèmia de les Ciències i les Arts de Televisió.